# Katekavia
Katekavia (Russisch: Катэкавиа) was een Russische luchtvaartmaatschappij met haar thuisbasis in Sjarypovo.

## Geschiedenis
Katekavia is opgericht in 1995.

## Vloot
De vloot van Katekavia bestond uit: (nov.2006)
- 4 Antonov AN-24RV